# Mount Earnslaw

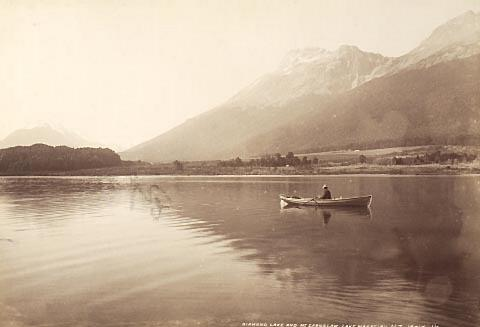
Diamond Lake und Mount Earnslaw, Lake Wakatipu, Foto von James Valentine

Der Mount Earnslaw (Maori Pikirakatahi) ist ein 2819 m hoher Berg auf der Südinsel von Neuseeland.

## Geschichte

### Entstehung des Namens
Der Berg wurde von dem Vermesser John Turnbull Thomson nach der Farm seines Großvaters im Dorf Earnslaw (früher Herneslawe) im Parish Eccles in  Berwickshire benannt. Der Berg ist Namensgeber der TSS Earnslaw, des auf dem Lake Wakatipu verkehrenden Dampfschiffes.

### Erstbesteigung
Reverend W.S. Green, der eigentlich zur Besteigung des Aoraki/Mount Cook nach Neuseeland gekommen war, unternahm im März 1882 mit den Führern Emil Boss und Ulrich Kaufmann einen ersten Besteigungsversuch, aber Transport- und Wetterprobleme zwangen sie auf 1500 m Höhe zur Umkehr. Auch der Versuch am Mount Cook blieb ohne Erfolg.
Nach mehreren vergeblichen Versuchen erreichte der aus Glenorchy stammende Führer Harry Birley 1890 den Ostgipfel des Mt. Earnslaw. Als Nachweis hinterließ er einen zusammengebogenen Schilling in einer leeren Irish-Moss-Flasche in einem Steinhaufen.
Der höhere Westgipfel wurde 1914 von H.F. Wright und J. Robertson erstmals bestiegen.

## Lage und Umgebung
Der Berg liegt am Südende der Forbes Range in den neuseeländischen Südalpen. Er ist Teil des Mount Aspiring National Park und liegt 25 Kilometer nördlich der am Nordende des Lake Wakatipu liegenden Siedlung Glenorchy. Administrativ ist er Teil der Region Otago.

## Film
Mount Earnslaw und seine Umgebung wurden als Kulisse für den Film Der Herr der Ringe: Die Gefährten genutzt.